# Chiesa di San Pietro Apostolo (Tresignana)
La chiesa di San Pietro Apostolo è la parrocchiale a Rero di Tresigallo, frazione di Tresignana, in provincia di Ferrara. La sua costruzione risale al X secolo.

## Storia
Nella piccola località di Rero, vicino a Tresigallo, la prima piccola chiesa con intitolazione a San Pietro venne edificata nel X secolo.
Durante il XVIII secolo l'edificio fu ricostruito sullo stesso sito, ampliato rispetto al precedente luogo di culto. La nuova costruzione seguì il gusto barocco e la torre campanaria venne dotata, nella parte apicale, di una cupola.
Nel 1818 la giurisdizione ecclesiastica mutò, dalla diocesi di Adria entrò nella diocesi di Ferrara.
Nel XXI secolo ha avuto due interventi di restauro conservativo; il primo, nel 2000, ha riguardato la copertura dell'intero tetto e il secondo, nel 2015, solo quello di una cappella.